# Diagram O-C

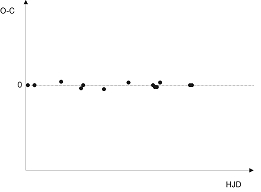
Rys.1. Przykładowy diagram O-C: M_{0} jest wyznaczone prawidłowo, P jest wyznaczone prawidłowo

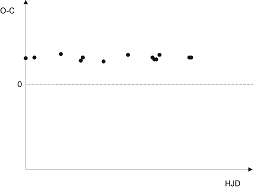
Rys.2. Przykładowy diagram O-C: M_{0} nie jest poprawne, P jest wyznaczone prawidłowo (diagram nie przecina osi rzędnych w 0.0, ale punkty układają się poziomo)

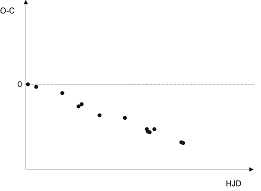
Rys.3. Przykładowy diagram O-C: M_{0} jest wyznaczone prawidłowo, P nie jest poprawne

Diagram O-C – jedno z podstawowych narzędzi do badania układu podwójnego gwiazd. Jego głównym celem jest wyznaczenie zmiany okresu P układu w czasie. Do wyznaczenia okresu są potrzebne dwa momenty minimów (T1 i T2) oraz przybliżona liczba E okresów, jaka miała miejsce w danym przedziale czasu. Okres można obliczyć na podstawie następującej zależności:
{\displaystyle P={\frac {{\Delta }T}{E}}}
Znając okres orbitalny danego układu, moment obserwacji pierwszego minimum oraz czas, jaki upłynął od minimum, można obliczyć moment minimum korzystając ze wzoru:
{\displaystyle C={M}_{0}+P\cdot E}
gdzie: C – obliczony moment minimum, M0 – moment minimum wyjściowego. Diagram O-C przedstawia różnice pomiędzy momentem minimum obserwowanym O (wyznaczonym z krzywej zmiany jasności) a momentem minimum C (wyznaczonym na podstawie wcześniejszych obserwacji) w funkcji czasu (np. HJD – Heliocentric Julian Day). Stąd wzięła się jego nazwa (moment minimum jasności uzyskany z obserwacji minus moment minimum jasności uzyskany z obliczeń – calculations).
Dla wszystkich przedstawionych, na rysunkach 1-3, diagramów O-C przyjęto, że P jest stałe w czasie. Świadczy o tym liniowy układ punktów na diagramie. Na podstawie diagramów 2 i 3 oczywiście można doprecyzować okres lub przyjąć inny moment minimum wyjściowego. Przypadki rozpatrywane na rysunkach 1-3 są stosunkowo nietrudne w analizie. Znacznie większe kłopoty napotyka się przy niestałym okresie orbitalnym układu. Diagram O-C przybiera postać np. paraboli lub sinusoidy. Na zmianę okresu układu może wpływać wiele czynników (np. wymiana masy w układzie, wypływ masy z układu, obecność trzeciej masy itp.).

## Paraboliczna zmiana okresu orbitalnego
Krzywa na diagramie O-C może przybierać kształt paraboli (np.: RW Com). Zmiana okresu orbitalnego w czasie jest dla takich układów stała. Najczęściej, stała zmiana okresu jest spowodowana wymianą masy w układzie lub wypływem masy z układu przez punkt L2 (punkty Lagrange’a). Do diagramu można dopasować krzywą zgodnie z równaniem:
{\displaystyle C={M}_{0}+P\cdot E+A\cdot E^{2}}
Jeśli ramiona paraboli są skierowane do góry, okres orbitalny układu się wydłuża.

## Periodyczne zmiany okresu orbitalnego
W przypadku gdy na diagramie O-C punkty z minimów (głównych i wtórnych) układają się w okresową krzywą, istnieje wielkie prawdopodobieństwo, że w układzie jest trzeci składnik (np.: XY Leo). Przy założeniu, że okres układu podwójnego jest stały, nie powinno się obserwować jego zmian na diagramie O-C. Gdy w układzie znajduje się trzecia masa, wówczas układ podwójny i trzeci składnik poruszają się wokół wspólnego środka masy. Płaszczyzna orbity układu podwójnego i trzeciego składnika jest nachylona pod innym kątem do obserwatora niż płaszczyzna orbity układu zaćmieniowego. Nie obserwuje się zatem zaćmienia przez trzeci składnik. Układ podwójny oddala się i przybliża do obserwatora, a ponieważ prędkość światła jest skończona, obserwuje się wydłużenie lub skrócenie okresu orbitalnego układu podwójnego, gdyż zmienia się odległość gwiazd od obserwatora (efekt Dopplera). W przypadku kiedy układ podwójny obiegałby wspólny środek masy z trzecim ciałem po orbicie kołowej leżącej na kierunku do obserwatora, krzywa na diagramie O-C przybrałaby kształt sinusoidy. Okres takiej krzywej byłby równy okresowi orbitalnemu układu podwójnego i trzeciego ciała wokół wspólnego środka masy, amplituda pomnożona przez prędkość światła dawałaby długość orbity układu. W tym przypadku:
{\displaystyle C={M}_{0}+P\cdot E+a\cdot \sin(b\cdot E+\varphi )}
{\displaystyle T={\frac {2{\pi }P}{b}}}
gdzie: a – długość rzutu promienia orbity na płaszczyznę obserwacji w kierunku obserwatora (we wzorze w dniach), b – określa czas okresu obiegu T, T – okres obiegu wokół wspólnego środka masy układu podwójnego i trzeciego ciała, φ – przesunięcie fazowe. Znając sumę mas układu podwójnengo i przy założeniu, że masa trzeciego składnika nie jest zbyt duża (jeśli nie obserwuje się trzeciego składnika w obserwacjach CCD) oraz okres można korzystając z prawa Keplera oszacować odległość pomiędzy układem podwójnym a trzecim składnikiem.
{\displaystyle r^{3}={\frac {G\cdot T^{2}\cdot (M+m)}{4{\pi }^{2}}}}
gdzie: G – stała grawitacyjna, M – masa układu podwójnego, m – hipotetyczna masa trzeciego składnika.
W rzeczywistości orbity takich układów są najczęściej ekscentryczne i nachylone do obserwatora. Można jedynie wyznaczyć rzut orbity na płaszczyznę obserwacji i oszacować wymiar orbity niestety z dość dużym błędem. Krzywa na diagramie O-C przybiera kształt cykloidy.
Diagramy O-C mogą mieć periodyczny charakter nie tylko z powodów efektu Dopplera. Innym powodem może być rotacja orbity układu zaćmieniowego czy tzw. ruch linii apsyd. Diagramy O-C dla minimów głównych i wtórnych są wtedy sinusoidami o przeciwnych fazach (np.: γ Cyg).